# Edelmiro Arévalo
Edelmiro Arévalo (ur. 7 stycznia 1929 w Villarrica, zm. 3 stycznia 2008) – piłkarz paragwajski, prawy obrońca, pomocnik.
Jako piłkarz klubu Club Olimpia wziął udział w turnieju Copa América 1956, gdzie Paragwaj zajął przedostatnie, 5. miejsce. Arévalo zagrał tylko w jednym meczu – z Urugwajem.
Wciąż jako gracz Olimpii był w kadrze reprezentacji podczas finałów mistrzostw świata w 1958 roku, gdzie Paragwaj odpadł w fazie grupowej. Arévalo zagrał we wszystkich trzech meczach – z Francją, Szkocją i Jugosławią.
Rok później wziął udział w turnieju Copa América 1959, gdzie Paragwaj zajął trzecie miejsce. Arévalo zagrał w trzech meczach – z Argentyną, Brazylią i Peru.
Razem z Olimpią Arévalo dotarł do finału Copa Libertadores 1960 – pierwszej edycji najważniejszego klubowego pucharu Ameryki Południowej. Rok później dotarł z Olimpią do półfinału Copa Libertadores 1961.